# Flavia Tartaglini
Flavia Tartaglini (Roma, 2 de febrero de 1985) es una deportista italiana que compite en vela en las clases Mistral y RS:X.
Ganó una medalla de bronce en el Campeonato Mundial de Mistral de 2005 y una medalla de bronce en el Campeonato Europeo de Mistral de 2005. También obtuvo una medalla de bronce en el Campeonato Europeo de RS:X de 2017. Participó en los Juegos Olímpicos de Río de Janeiro 2016, ocupando el sexto lugar en la clase RS:X.

## Palmarés internacional
| Campeonato Mundial | Campeonato Mundial | Campeonato Mundial | Campeonato Mundial |
| Año                | Lugar              | Medalla            | Clase              |
| ------------------ | ------------------ | ------------------ | ------------------ |
| 2005               | Palermo (Italia)   | Medalla de bronce  | Mistral            |
| Campeonato Europeo |                    |                    |                    |
| Año                | Lugar              | Medalla            | Clase              |
| 2005               | Palermo (Italia)   | Medalla de bronce  | Mistral            |

| Campeonato Europeo | Campeonato Europeo | Campeonato Europeo | Campeonato Europeo |
| Año                | Lugar              | Medalla            | Clase              |
| ------------------ | ------------------ | ------------------ | ------------------ |
| 2017               | Marsella (Francia) | Medalla de bronce  | RS:X               |